# Diacetato de carboxifluoresceina
El diacetato de carboxifluoresceina (CFDA) es un colorante, derivado de la fluoresceína que tiene dos isómeros; el (5)-CFDA y el (6)-CFDA moderadamente permeable a la mayoría de las membranas celulares, se utiliza principalmente para determinar la fuga de material intracelular de las células así como la determinación de la actividad de las esterasas presentes en el citoplasma celular y puede ser usada también para la cuantificación de células viables mediante citometria y medición del pH intracelular. Posee una carga adicional respecto a la fluoresceína, lo cual hace que la CFDA se retenga por más tiempo en la célula. Generalmente se utilizan concentraciones de entre 2 a 10 micromolar, ya que con esto es suficiente para generar una tinción sobre la célula y que el compuesto pueda ser detectado por un espectrofluorómetro. La tinción funciona mejor con poblaciones celulares homogéneas.